# Cúscraid
Cúscraid è un personaggio del Ciclo dell'Ulster della mitologia irlandese, figlio di Conchobar mac Nessa. Attaccò il Connacht, ai cui confini fu affrontato dall'eroe locale Cet mac Mágach, che lo ferì con una lancia. Dopo la morte di Conchobar, gli uomini dell'Ulster invitarono suo figlio maggiore, Cormac Cond Longas, a succedergli sul trono dell'Ulster, ma Cormac fu ucciso prima che potesse salire sul trono, che fu allora offerto a Conall Cernach, che rifiutò, raccomandando invece di scegliere il figlio adottivo Cúscraid, che accettò.